# Vitalij Pesňak
Vitalij Pesňak (rusky Виталий Песняк), (* 16. ledna 1961 Baranavičy, Sovětský svaz) je bývalý sovětský a běloruský zápasník – judista a sambista.

## Sportovní kariéra
S bojovými sporty (sambo) začal v 11 letech v rodném městě pod vedením Arnolda Mickiewicze. Se studiem střední školy se přesunul do Minsku, kde se připravoval pod vedením Ernsta Mickiewicze. Jeho hlavním zaměřením bylo sambo, ale poté, co se Sovětům nepodařilo sambo protlačit na olympijské hry v Moskvě v roce 1980, přešel k judu.
Nový trenér sovětské sborné Gennadij Kaletkin ho poprvé vzal na soustředění do Japonska už v roce 1980. Na pozici reprezentační jedničky se však prosadil až o tři roky později, kdy nahradil Alexandra Jackeviče. Účast na olympijských hrách mu však nebyla souzena. Kvůli bojkotu východního bloku přišel o start na olympijských hrách v Los Angeles v roce 1984. Dříve v roce 1980 doplatil na tehdejší pravidla, která na olympijské hry nominovala vítěze sovětského mistrovství (neúčastnil se ho). Před olympijskými hrami v Moskvě měl lepší formu než Alexandr Jackevič, který nakonec vybojoval bronz. V roce 1988 mistrovství Sovětského svazu vyhrál, ale tehdejší šéftrenér sborné určil nominační turnaj – světový pohár v Tbilisi, ve kterém selhal a o nominaci ho nečekaně připravil Vladimir Šestakov.
Po rozpadu Sovětského svazu bydlel v Minsku. V roce 2003 byl krátce předsedou Běloruského judistického svazu.

## Výsledky
| Turnaj             | 1983         | 1984         | 1985         | 1986         |
| Turnaj             | 22           | 23           | 24           | 25           |
| Turnaj             | střední váha | střední váha | střední váha | střední váha |
| ------------------ | ------------ | ------------ | ------------ | ------------ |
| Mistrovství světa  | úč.          |              | 3.           |              |
| Mistrovství Evropy | 1.           | 1.           | 1.           | 5.           |